# 斯塔雷村 (德羅霍貝奇區)
49°23′5″N 23°30′27″E / 49.38472°N 23.50750°E
斯塔雷村（直译：老村），是烏克蘭的村落，位於該國西部利沃夫州，由德羅霍貝奇區德罗霍贝奇市镇負責管轄，始建於1050年，面積1.37平方公里，2001年人口654，人口密度每平方公里475.98人。